# Oh Hyun-kyung
Oh Hyun-kyung (오현경?, 吳賢慶?, O HyeongyeongLR, O Hyŏn'gyŏngMR), pseudonimo di Oh Sang-ji (오상지?; 25 marzo 1970), è un'attrice ed ex-modella sudcoreana.
Eletta Miss Corea 1989, titolo che le ha garantito immediata fama, la sua carriera ha subito una battuta d'arresto quando nel 1998 è stato diffuso in Internet un suo sex tape. Nonostante il video fosse stato filmato senza il suo consenso e usato per ricattarla, Oh è stata aspramente criticata dai media ed è rimasta lontana dai riflettori fino al 2007. Il suo ritorno come attrice è stato un successo, e da allora ha recitato in varie fiction televisive tra cui Jibung tturko high kick! (2009-2010), Daepungsu (2012-2013), Wanggane sikgudeul (2013-2014) e Jeonseor-ui manyeo (2015-2015).

## Filmografia

### Cinema
- Seumul (스물?), regia di Lee Byeong-heon (2015)
- Unlocked (?), regia di Kim Tae-joon (2023)

### Televisione
- Sarang-i kkotpineun namu (사랑이 꽃피는 나무?) – serial TV (1988)
- Dangchudong saramdeul (당추동 사람들?) – serie TV (1989)
- Yamang-ui se-wol (야망의 세월?) – serial TV (1990)
- Dae-won-gun (대원군?) – serie TV (1990)
- Bunno-ui wangguk (분노의 왕국?) – serie TV (1992)
- Eoksae baram (억새 바람?) – serie TV (1992)
- Deulgukhwa (들국화?) – serial TV (1993)
- Moksorireul natchwo-yo (목소리를 낮춰요?) – serial TV (1991)
- I Namjaga saneun beop (이 남자가 사는 법?) – serie TV (1994)
- Polis (폴리스?) – serie TV (1994)
- Adeur-ui yeoja (아들의 여자?) – serie TV (1994)
- Yamang-ui bulkkot (야망의 불꽃?) – serie TV (1995-1996)
- Namja mandeulgi (남자 만들기?) – serie TV (1995)
- Kkachi kkachi seolnar-eun (까치 까치 설날은?) – serie TV (1996)
- Color (컬러?) – serie TV (1996)
- Meonameon nara (머나먼 나라?) – serie TV (1996-1997)
- Hwaryeohan hyuga (화려한 휴가?) – serie TV (1996)
- Pokpung sog-euro (폭풍 속으로?) – serie TV (1997)
- Bulkkonnor-i (불꽃놀이?) – serie TV (1997)
- Se yeoja (세 여자?) – serie TV (1997-1998)
- Saranghanikka (사랑하니까?) – serie TV (1997-1998)
- Jogangjicheo club (조강지처 클럽?) – serial TV (2007-2008)
- Jibung tturko high kick! (지붕뚫고 하이킥!?) – serie TV (2009-2010)
- Gloria (글로리아?) – serie TV (2010-2011)
- Miss ajumma (미쓰 아줌마?) – serial TV (2011)
- Birdie Buddy (버디버디?) – serie TV (2011)
- Boseureul jikyeora (보스를 지켜라?) – serie TV (2011)
- Daepungsu (대풍수?) – serie TV (2012-2013)
- U-wahan nyeo (우와한 녀?) – serie TV (2013)
- Sang-eo (상어?) – serie TV (2013)
- Wanggane sikgudeul (왕가네 식구들?) – serie TV (2013-2014)
- Eomma-ui seontaek (엄마의 선택?) – miniserie TV (2014)
- Jeonseor-ui manyeo (전설의 마녀?) – serie TV (2014-2015)
- Ulji anhneun sae (울지 않는 새?) – serial TV (2015)
- Minyeo Gong Shim-i (미녀 공심이?) – serie TV (2016)
- Wolgyesu yangbokjeom sinsadeul (월계수 양복점 신사들?) – serial TV (2016-2017)
- Radio Romance (라디오 로맨스?) – serie TV (2018)
- Sin-gwa-ui yaksok (신과의 약속?) – serie TV (2018-2019)
- Waegeurae Pung-sang-ssi (왜그래 풍상씨?) – serie TV (2019)
- Eojjeoda gajok (어쩌다 가족?) – serie TV (2021)
- Amanza (아만자?) – serie TV (2020)
- Gan tteor-eojineun donggeo (간 떨어지는 동거?) – serie TV (2021)
- Neoneun na-ui bom (너는 나의 봄?) – serie TV (2021)
- Sinsa-wa agassi (신사와 아가씨?) – serie TV (2021-2022)
- The Empire: Beob-ui jeguk (디 엠파이어 : 법의 제국?) – serie TV (2022)
- Banjjag-ineun watermelon (반짝이는 워터멜론?) – serie TV (2023)
- Sujimaj-eun uri (수지맞은 우리?) – serial TV (2024)
- Daedosi-ui sarangbeop (대도시의 사랑법?) – serie TV (2024)
- When the Phone Rings (지금 거신 전화는?) – serie TV (2024-2025)